# Somerset County Football League
De Somerset County League is een Engelse regionale voetbalcompetitie. Er zijn 4 divisies en de Premier Division bevindt zich op het 11de niveau in de Engelse voetbalpiramide. De kampioen kan promoveren naar de Western Football League. Clubs worden gerekruteerd uit de lager gelegen Mid Somerset League, Bath & District League, Taunton & District Saturday League, Yeovil & District League, en de Weston super Mare & District League.